# Leptocometes volxemi
Leptocometes volxemi es una especie de escarabajo longicornio del género Leptocometes, tribu Acanthocinini, subfamilia Lamiinae. Fue descrita científicamente por Lameere en 1884.

## Descripción
Mide 8,5 milímetros de longitud.

## Distribución
Se distribuye por Brasil.